# Résolution 1037 du Conseil de sécurité des Nations unies
Membres permanents
- Chine
- États-Unis
- France
- Royaume-Uni
- Russie

Membres non permanents
- Allemagne
- Botswana
- Chili
- Corée du Sud
- Égypte
- Guinée-Bissau
- Honduras
- Indonésie
- Italie
- Pologne

Résolution no 1036 Résolution no 1038
La résolution 1037 du Conseil de sécurité des Nations unies, adoptée à l'unanimité le 15 janvier 1996, après avoir rappelé les précédentes résolutions sur la Croatie, y compris les résolutions 1023 (1995) et 1025 (1995), le Conseil a établi l'Autorité transitoire des Nations unies pour la Slavonie orientale, la Baranja et la Syrmie occidentale (ATNUSO) pour une période initiale de 12 mois.
Le Conseil commence par réaffirmer que la Slavonie orientale, la Baranja et la Syrmie occidentale (connues sous le nom de secteur Est) faisaient partie intégrante de la Croatie et que le respect des droits de l'homme et des libertés fondamentales était important. L'accord de base est signé le 12 novembre 1995 entre le gouvernement de Croatie et les Serbes locaux. À la suite de l'opération Tempête, la résolution a appelé les parties à « s'abstenir de toute action unilatérale ». Il était important que tous les pays de l'ex-Yougoslavie se reconnaissent mutuellement.
Agissant en vertu du chapitre VII de la Charte des Nations unies, il est décidé que l'ATNUSO opérerait dans les trois régions pour une période initiale d'un an, avec des composantes militaires et civiles. Le secrétaire général Boutros Boutros-Ghali est chargé de nommer un directeur. La démilitarisation serait achevée dans les 30 jours suivant le déploiement de la composante militaire de l'ATNUSO. Quatorze jours après la date à laquelle la démilitarisation devait être achevée, un examen de la volonté des parties de mettre en œuvre l'accord de base devait avoir lieu. Si le secrétaire général indique que les parties ne respectent pas leurs obligations, il réexaminera le mandat de l'ATNUSO. Il lui a également été demandé de faire un rapport au Conseil avant le 15 décembre 1996 sur l'ATNUSO et la mise en œuvre de l'accord de base.
Le Conseil de sécurité a décidé que la composante militaire de l'ATNUSO consisterait en une force initiale d'un maximum de 5 000 personnes avec le mandat suivant:
(a) surveiller et aider à la démobilisation, achevée le 20 juin 1996 ;
(b) superviser le retour des réfugiés et des personnes déplacées ;
(c) contribuer à la paix dans la région par sa présence ;
(d) aider à la mise en œuvre de l'accord de base.
Il a également été décidé que l'élément civil aurait le mandat suivant:
(a) mettre en place, d'ici juillet 1996, une force de police temporaire d'environ 600 personnes et superviser le système pénitentiaire;
(b) entreprendre des tâches liées à l'administration civile ;
(c) effectuer des tâches liées aux services publics ;
(d) soutenir le retour des réfugiés ;
(e) vérifier et organiser les élections d'avril 1997 ;
(f) entreprendre d'autres tâches, telles que la reconstruction économique (en).
L'ATNUSO veillera au respect de l'accord par les parties, au respect des droits de l'homme et à la promotion d'un climat de confiance. Les États membres ont également été autorisés à fournir un soutien aérien pour protéger l'ATNUSO. Il a été demandé à l'ATNUSO de coopérer avec la Implementation Force autorisée par la résolution n° 1031 (1995) et à tous les États de coopérer avec le Tribunal pénal international pour l'ex-Yougoslavie créé par la résolution n° 827 (1993).
Enfin, la résolution conclut en demandant au secrétaire général d'étudier les moyens par lesquels la Croatie pourrait contribuer au coût de l'ATNUSO.